# Moždinski živci
Moždinski živci (lat. nervi spinales) su živci koji povezuju kralježničnu moždinu s ostalim dijelovima tijela. Moždinski živac nastaje spajanjem prednjih i stražnjih korijenova koji izlaze sa svake strane moždine (znači ukupno 4 korijena, 2 prednja i 2 stražnja po određenom segmentu moždine čine 2 živca, jedan s lijeve i jedan s desne strane). 
Razlikujemo 31 par moždinskih živaca koji prolaze kroz intervertrebralne otvore kralježničnog kanala. Živce dijelimo prema segmentima iz kojih izlaze, pa tako razlikujemo osam vratnih, dvanaest prsnih, pet slabinskih, pet križnih i jedan (ili ponekad dva) trtični par. 

## Označavanje
Postoji 31 moždinski živac : 
- vratni živci - 8 - (C1-C8)
- prsni živci - 12 - (T1-T12)
- slabinski živci - 5 - (L1-L5)
- križni živci - 5 - (S1-S5)
- trtični živac - 1 - (Co)

Prvih sedam vratnih živaca izlaze iz kralježničnog kanala iznad svojih odgovarajućih vratnih kralješaka, dok C8 izlazi ispod sedmog vratnog kralješka. Svi ostali moždinski živci izlaze ispod svojih odgovarajućih kralješaka.

## Nastanak i grananje moždinskog živca
Živac nastaje spajanjem prednjeg i stražnjeg korijena koji izlaze iz prednjeg i stražnjeg dijela kralježnične moždine. 
Po dva korijena (prednji i stražnji) nalaze se na lijevoj i na desnoj strani moždine. Nakon što su korijenovi formirali moždinski živac on se dijeli na dvije glave grane. Od živca se odvajaju još i dvije manje grane. Glavne grane su stražnja grana (ramus dorsalis) i prednja grana (ramus ventralis). Jedna od dviju manjih grana (ramus communicans) spaja moždani živac sa simpatičkim lancem (ramus communicans), dok se druga kroz intervertrebalni otvor vraća u kralježnični kanal (ramus meningeus). 

### Korijenovi
Kralježnična moždina sastoji se od sive tvari koja je okružena bijelom tvari. Iz te sive tvari izlaze dva stražnja i dva prednja korijena, svaki s jedne strane. Stražnji korijenovi sadrže osjetna živčana vlakna (vlakna koje dovode osjet iz pojedinih dijelova tijela), a prednji korijenovi motorna živčana vlakna (vlakna koja provode signale iz mozga za aktivaciju pojedinih mišića).

### Grane
- stražnja grana (ramus dorsalis) dovodi motorne impulse mišićima stražnjeg dijela tijela i osjetno inervira stražnji dio tijela. Stražnja grana se razgrana na medijalnu i lateralnu.
- prednja grana (ramus ventralis) dodvodi motorne impules i osjetno inervira prednji dio tijela
- meningealna grana (ramus meningeus) vraća se u kralježnični kanal
- ramus communicans (albus et girseus) - dvije su grane koje omogućuju komunikaciju moždinskog živca sa simpatičkim ganglijima iznad i ispod živca.

### Živčani spletovi
Živčani spletovi nastaju iz prednjih grana određenih moždinskih živaca. Od spletova odlaze mješoviti (osjetni i motorni) živci koji inerviraju udove. U tijelu razlikujemo nekoliko spletova:
- Vratni splet - plexus cervicales - čine ga: C1-C4
- Ručni splet - plexus brachialis - čine ga: C5-T1
- Grudni živci - nervi thoracici - ne čine splet (osim T1, zatim T2 koji daje dio niti ručnom spletu, te T12 koji daje dio niti slabinskom spletu)
- Slabinskokrižni splet - plexus lumbosacralis - čine ga: L1-S3. Najveći je splet koji se sastoji od slabinskog spleta (plexus lumbalis) i križnog spleta (plexus sacralis)
- stidni splet - plexus pudendus - čine ga: S1-S4
- Trtični splet - plexus coccygeus - S5-Co

|  | Molimo pročitajte upozorenje o korištenju medicinskih informacija. Ne provodite liječenje bez savjetovanja s liječnikom! |